# Skeleton nos Jogos Olímpicos de Inverno de 2002
O skeleton nos Jogos Olímpicos de Inverno de 2002 consistiu de dois eventos, realizados no Utah Olympic Park, em Salt Lake City, nos Estados Unidos. O evento voltou ao programa olímpico depois de 52 anos.

## Medalhistas
| Evento                        | Ouro                            | Prata                              | Bronze                        |
| ----------------------------- | ------------------------------- | ---------------------------------- | ----------------------------- |
| Individual masculino detalhes | Jim Shea USA Estados Unidos     | Martin Rettl AUT Áustria           | Gregor Stähli SUI Suíça       |
| Individual feminino detalhes  | Tristan Gale USA Estados Unidos | Lea Ann Parsley USA Estados Unidos | Alex Coomber GBR Grã-Bretanha |

## Quadro de medalhas
| Ordem | País               | Medalha de ouro | Medalha de prata | Medalha de bronze |   |
| ----- | ------------------ | --------------- | ---------------- | ----------------- | - |
| 1     | USA Estados Unidos | 2               | 1                |                   | 3 |
| 2     | AUT Áustria        |                 | 1                |                   | 1 |
| 3     | GBR Grã-Bretanha   |                 |                  | 1                 | 1 |
| 3     | SUI Suíça          |                 |                  | 1                 | 1 |
| TOTAL | TOTAL              | 2               | 2                | 2                 | 6 |